# Pro League Madagascar
Die Orange Pro League Madagascar, auch Pro League Championnat de Football National Division 1 oder Pro League Madagascar, ist die höchste Fußballliga von Madagaskar. Sponsor ist das Telekommunikationsunternehmen Orange.
Bis 2019 hieß das Turnier THB Champions League. Namensgeber war Three Horses Beer, eine madagassische Brauerei, die als Sponsor fungierte.

## Modus

### Bis 2019
Der Wettbewerb wird in einem Rundenturniermodus zwischen den 24 qualifizierten Vereinen der 22 regionalen Ligen des Landes ausgetragen. In der ersten Runde werden die Teams in vier Gruppen zu je sechs Teams aufgeteilt, wobei jedes Team einmal gegen die anderen spielt und die drei besten Klubs jeder Gruppe in die nächste Runde vorrücken. In der zweiten Runde werden die Teams in zwei Gruppen von sechs Teams aufgeteilt, wobei jedes Team einmal gegen das andere spielt und die beiden besten Klubs jeder Gruppe bis zur Endrunde vorrücken. In der Endrunde, die Groupe des As genannt, spielen die vier Mannschaften jeweils einmal gegeneinander und der Gruppensieger wird Meister des Landes.

### Ab 2019
Im Oktober 2019 entwickelte sich der Wettbewerb zu einer professionelleren Liga mit 12 Teams. Jede Mannschaft tritt im Laufe der Saison zweimal gegeneinander an (1 Heimspiel und 1 Auswärtsspiel). Das Team mit den meisten Punkten am Ende der Saison wird madagassischer Meister.

## Bisherige Gewinner
| - 1956: Ambatondrazaka Sport - 1957–61: unbekannt - 1962: AS Fortior (Toamasina) - 1963: AS Fortior (Toamasina) - 1964–67: unbekannt - 1968: Fitarikandro (Fianarantsoa) - 1969: US Fonctionnaires (Antananarivo) - 1970: MMM Toamasina (Toamasina) - 1971: AS St. Michel (Antananarivo) - 1972: Fortior Mahajanga (Mahajanga) - 1973: JS Antalaha - 1974: AS Corps Enseignement (Toliara) - 1975: AS Corps Enseignement (Toliara) - 1976: keine Meisterschaft - 1977: AS Corps Enseignement (Toliara) - 1978: AS St. Michel (Antananarivo) - 1979: Fortior Mahajanga (Mahajanga) - 1980: MMM Toamasina (Toamasina) - 1981: AS Somasud (Toliara) - 1982: Dinamo Fima (Antananarivo) |  | - 1983: Dinamo Fima (Antananarivo) - 1984: keine Meisterschaft - 1985: AS Sotema (Mahajanga) - 1986: BTM Antananarivo (Antananarivo) - 1987: Jos Nosy-Bé (Hell-Ville) - 1988: COSFAP Antananarivo (Antananarivo) - 1989: AS Sotema (Mahajanga) - 1990: ASF Fianarantsoa - 1991: AS Sotema (Mahajanga) - 1992: AS Sotema (Mahajanga) - 1993: BTM Antananarivo (Antananarivo) - 1994: FC Rainizafy - 1995: Fobar (Toliara) - 1996: FC BFV (Antananarivo) - 1997: DSA Antananarivo (Antananarivo) - 1998: DSA Antananarivo (Antananarivo) - 1999: AS Fortior (Toamasina) - 2000: AS Fortior (Toamasina) - 2001: SO l’Emyrne (Antananarivo) - 2002: AS Adema (Antananarivo) |  | - 2003: Ecoredipharm (Toamasina) - 2004: USJF/Ravinala (Antananarivo) - 2005: USCA Foot (Antananarivo) - 2006: AS Adema (Antananarivo) - 2007: Ajesaia (Antananarivo) - 2008: Académie Ny Antsika (Vakinankaratra) - 2009: Ajesaia (Antananarivo) - 2010: CNaPS Sport (Miarinarivo) - 2011: Japan Actuel’s FC (Analamanga) - 2012: AS Adema (Antananarivo) - 2013: CNaPS Sport (Miarinarivo) - 2014: CNaPS Sport (Miarinarivo) - 2015: CNaPS Sport (Miarinarivo) - 2016: CNaPS Sport (Miarinarivo) - 2017: CNaPS Sport (Miarinarivo) - 2018: CNaPS Sport (Miarinarivo) - 2019: Fosa Juniors FC (Mahajanga) - 2020: abgebrochen.... - 2021: AS Adema (Antananarivo) - 2022: CFFA Antananarivo (Antananarivo) - 2023: Fosa Juniors FC (Mahajanga) - 2024: Disciples FC (Betafo) |

## Anzahl der Meisterschaften
| Verein                | Titel | Letzter Titel |
| --------------------- | ----- | ------------- |
| CNaPS Sport           | 7     | 2018          |
| AS Adema              | 4     | 2021          |
| AS Fortior            | 4     | 2000          |
| AS Sotema             | 4     | 1992          |
| AS Corps Enseignement | 3     | 1977          |
| Fosa Juniors FC       | 2     | 2023          |
| Ajesaia               | 2     | 2009          |
| Dinamo Fima           | 2     | 1983          |
| DSA Antananarivo      | 2     | 1998          |
| Fortior Mahajanga     | 2     | 1979          |
| MMM Toamasina         | 2     | 1980          |
| AS St. Michel         | 2     | 1978          |
| BTM Antananarivo      | 2     | 1986          |
| Académie Ny Antsika   | 1     | 2008          |
| FC BFV                | 1     | 1996          |
| Ambatondrazaka Sport  | 1     | 1956          |
| JS Antalaha           | 1     | 1973          |
| COSFAP Antananarivo   | 1     | 1988          |
| Ecoredipharm          | 1     | 2003          |
| ASF Fianarantsoa      | 1     | 1990          |
| Fitarikandro          | 1     | 1968          |
| Fobar                 | 1     | 1995          |
| Japan Actuel’s FC     | 1     | 2011          |
| Jos Nosy-Bé           | 1     | 1987          |
| FC Rainizafy          | 1     | 1994          |
| AS Somasud            | 1     | 1981          |
| SO l’Emyrne           | 1     | 2001          |
| USCA Foot             | 1     | 2005          |
| US Fonctionnaires     | 1     | 1969          |
| USJF/Ravinala         | 1     | 2004          |
| Disciples FC          | 1     | 2024          |

(Stand: Saisonende 2024)